# Regna
Il termine regna viene utilizzato in medievistica per indicare i grandi domini dell'aristocrazia carolingia. Esso deriva dalla forma plurale della parola latina regnum (dominio, regno).
Queste grandi circoscrizioni erano detenute dalle stirpi dell'alta classe dirigente, i grandi; ad esse si lega il concetto di ducato originario, tipico della storiografia romantica di stampo nazionalista, che li vedeva come derivanti dai cosiddetti "Stamm", ovvero i gruppi etnici delle popolazioni germaniche, come Alemanni, Bavari, Sassoni.

## Descrizione
Nell'impero carolingio, la regalità era strutturata attraverso la delega del comando militare e amministrativo sui vari territori dell'impero. L'assegnazione di questi territori venne fatta in funzione della regalità piuttosto che delle realtà etniche locali, per cui capitava che questi corrispondessero solo ad una parte dell'area del gruppo etnico. Al loro comando poteva esserci un carolingio o un dux (duca). In caso di successione, a partire da Ludovico il Pio, i figli dei regnanti ricevevano ciascuno diversi regna, che insieme formavano un regnum.
Quando i duchi salirono al vertice dei regna all'inizio del X secolo, non rappresentavano gli interessi di una Stamme, ma agivano nel campo strutturale politico-sociale della regalità. Si trattava sempre anche di rafforzare le proprie posizioni di potere nella competizione tra le famiglie ducali.

## Rapporti etnico-linguistici
Secondo Joachim Ehlers, solo la permanenza dell'organizzazione politica nell'interazione dei ducati nell'Impero franco ebbe «conseguenze etnogenetiche» e in essi gradualmente emersero l'identità di francesi e tedeschi come popoli distinti.
Per il regno dei Franchi Orientali e il Sacro Romano Impero che lo seguì, ciò significa che ci volle molto tempo prima che una lingua franca sovraregionale a est del Reno, cioè il tedesco, si sviluppasse come lingua comune al di là dei vari regna: secondo Schulze, «Se un sassone voleva conversare con un alemanno e non sapeva parlare latino, doveva fare uso del franco occidentale, la lingua franca dell'Europa occidentale e centrale, da cui in seguito si sviluppò il francese».
Per la Sassonia, la base di potere dei Liudolfingi/Ottoniani, era, secondo Fried, anche «l'area più barbara, la meno civilizzata, quella più lontana dalla cultura mediterranea e più dipendente dall'aiuto esterno». L'antico sassone era il dialetto più incomprensibile negli altri regna.
Inoltre, i rapporti tra i singoli regna erano resi più difficili dal fatto che differivano l'una dall'altra per costituzione, struttura sociale e diritto.